# Torneo de Zhengzhou 2017
El Jinyuan Cup 2017 fue un torneo de tenis profesional jugado en canchas duras. Se trata de la cuarta edición del torneo, que es parte de la WTA 125s de 2017. Se llevó a cabo en Zhengzhou, China, entre el 17 de abril al 23 de abril de 2017.

## Cabezas de serie

### Individuales
| Tenista       | Ranking | Preclasificada |
| Peng Shuai    | 40      | 1              |
| Wang Qiang    | 62      | 2              |
| Duan Yingying | 63      | 3              |
| Nao Hibino    | 77      | 4              |
| Zheng Saisai  | 88      | 5              |
| Kurumi Nara   | 95      | 6              |
| Han Xinyun    | 120     | 7              |
| Liu Fangzhou  | 137     | 8              |

- Ranking del 10 de abril de 2017

### Dobles
| Tenista                  | Ranking | Preclasificada |
| Shuko Aoyama Xu Yifan    | 68      | 1              |
| Eri Hozumi Miyu Kato     | 74      | 2              |
| Liu Chang Zheng Saisai   | 211     | 3              |
| Hiroko Kuwata Akiko Omae | 221     | 4              |

## Campeonas

### Individuales femeninos
Wang Qiang venció a  Peng Shuai por 3-6, 7-6(3), 1-1 ret.

### Dobles femenino
Han Xinyun /  Zhu Lin vencieron a  Jacqueline Cako /  Julia Glushko por 7-5, 6-1